# Maurice Quentin
Maurice Quentin (Maizières-lès-Metz, 2 de junio de 1920-Colpo 19 de abril de 2013) fue un ciclista francés que fue profesional entre 1945 y 1959. A lo largo de su carrera deportiva consiguió 15 etapas, la más importante de las cuales una etapa al Tour de Francia del año 1953.

## Palmarés
- 1945
  - 1º en el Gran Premio del Desembarco Norte
- 1946
  - 1º en el Gran Premio del Courrier Picard
- 1947
  - 1º en el Tour de Calvados
  - 1º en Nouan-le-Fuzelier
  - Vencedor de una etapa al Tour de Lorena
- 1949
  - 1º en la París-Clermont Ferrand
  - 1º en el Tour de Calvados
- 1950
  - 1º en  Pont-la Abbé
- 1952
  - 1º en  los Boucles del Sena
- 1953
  - 1º en el Circuito de los 2 Clochers
  - Vencedor de una etapa en el Tour de Francia
- 1956
  - 1º en Lannion
- 1957
  - 1º en el Premio de San Juan a La Couronne
  - 1º en el Circuito de los Altos Vosgos
  - Gran Premio de Espéraza

### Resultados al Tour de Francia
- 1950. Abandona (6a etapa)
- 1951. Abandona (4a etapa)
- 1952. 34º de la clasificación general
- 1953. 31.º de la clasificación general y vencedor de una etapa
- 1954. 28º de la clasificación general
- 1955. 11º de la clasificación general
- 1956. 25º de la clasificación general
- 1958. Abandona (21.ª etapa)

### Resultados a la Vuelta en España
- 1958. Abandona